# Kováts Alajos
Kováts Alajos (Székesfehérvár, 1898. július 4. – Budapest, 1967. július 14.) Kossuth-díjas (1948) magyar út- és hídépítő mérnök.

## Életpályája
1922-ben diplomázott a budapesti József Műegyetemen. 1922–1927 között a székesfehérvári, 1927–1928 között a berettyóújfalui államépítészeti hivatalban dolgozott út- és hídépítőként. 1928–1931 között a helyszínen irányította a dunaföldvári Duna-híd építési munkáit. 1931-től a Kereskedelemügyi Minisztérium Közúti Hídépítési Szakosztályán dolgozott a Boráros téri és az óbudai Duna-híd tervezésének és építésének előkészítésében. 1933–1937 között a Boráros téri Duna-híd építését irányította a híd forgalomba helyezéséig. 1937–1938 között a Ferenc József-híd erősítését és átépítését, a Budaörsi repülőtér víztelenítését, majd a csepeli Szabadkikötő bővítését irányította. 1938–1942 között közlekedésépítéssel foglalkozott; legjelentősebb a Szeretfalva–Déda-vasútvonal tervezése és építése. 1943–1944 között a Magyar Államvasutak igazgatója, a MÁV Igazgatóság Építési és Pályafenntartási Főosztályának vezetője volt. 1944. novemberében a nyilasok a Főosztály éléről eltávolították. 1945. februárjában a szovjet hadvezetőség irányítása alatt működő 3. m. vasútépítő dandárnál a dandárparancsnok műszaki helyettesee volt; a hadműveleti területeken irányította a lerombolt vasúti hidak ideiglenes helyreállítását. 1945. szeptemberében a MÁV Igazgatóság Hídépítési és Hídfenntartási Főosztályának vezetésével bízták meg. 1945–1959 között a MÁV Vasúti Hídosztályának vezetője volt. 1960-ban nyugdíjba vonult.

## Családja
Szülei: Kováts Alajos (1860-1915) és Fremkó Borbála Margit voltak. 1923. április 7-én, Székesfehérváron házasságot kötött Leben Margit Karolin (1896-1983) zenetanárnővel.
Sírja a Farkasréti temetőben található.

## Díjai
- Kossuth-díj (1948)